# Morten Stig Christensen
Morten Stig Christensen (Hjørring, Dinamarca, 27 de diciembre de 1958-1 de noviembre de 2024) fue un balonmanista, actor, presentador de televisión y dirigente deportivo danés que jugó en la posición de ala izquierda en la selección danesa.

## Carrera

### Balonmano
A los seis años, jugaba tanto al balonmano como al fútbol, pero su talento residía principalmente en el balonmano, así que era natural que celebrara sus triunfos aquí.
Estuvo en tres ediciones de los Juegos Olímpicos, la primera de ellas fue en Montreal 1976 donde Dinamarca finalizó en octavo lugar, aunque no jugó ningún partido, tenía tan solo 17 años y era el debutante más joven de la historia. Su segunda aparición se dio en Moscú 1980 donde finalizó en noveno lugar y jugó en cuatro partidos y anotó dos goles.
Su tercera aparición fue en Los Ángeles 1984 donde perdió el partido por la medalla de bronce, jugó en los seis partidos del torneo y anotó 14 goles.En 2005, fue condecorado con la Orden de Dannebrog.

### Televisión
Luego de retirarse del Balonmano, apareció en la película en 1986 Friends Forever en el papel de 'Mads', y en 2006 apareció en un episodio de la serie de televisión Anna Pihl como 'Nyhedsvært'.
Morten Stig Christensen luego pasó a trabajar en el canal de televisión local TV 2 como presentador, principalmente de programas deportivos. Luego pasó a ser el jefe del canal TV 2 Sporten, el canal deportivo de TV 2.

### Dirigente y muerte
Fue presidente de la Federación Danesa de Balonmano desde el 30 de agosto de 2021 hasta su muerte el 1 de noviembre de 2024 a causa de un ataque cardiaco a los 65 años.